# فرقة المشاة 338 (فيرماخت)
فرقة المشاة 338 ( (بالألمانية: 338. Infanterie-Division)‏ فرقة من الجيش الألماني في الحرب العالمية الثانية.
في عام 1944، كانت الفرقة في جنوب فرنسا، وقاتلت ضد الحلفاء الغربيين في عملية دراغون.

## ترتيب المعركة 1944
- فوج غرينادير الحصن 757 (كتيبتان)
- فوج غرينادير الحصن 758 (كتيبتان)
- فوج الحصن 759 بغرينادين (كتيبتان)
- فوج المدفعية رقم 338 (ثلاث كتائب)
- 338 Panzerjäger الكتيبة
- 338 كتيبة الاستطلاع
- الكتيبة 338 بايونير
- 338 كتيبة الإشارات [1]